# Podium plesiosaurus
Podium plesiosaurus är en biart som först beskrevs av Frederick Smith 1873.
Podium plesiosaurus ingår i släktet Podium och familjen grävsteklar. Inga underarter finns listade i Catalogue of Life.